# Kathy Foster
Kathryn Joy Davey, coniugata Foster, detta Kathy (Launceston, 7 maggio 1960), è un'ex cestista australiana.

## Carriera
Con l'Australia ha disputato i Giochi olimpici di Los Angeles 1984 e due edizioni dei Campionati mondiali (1983, 1986).